# Novxanı
Novxanı (także, Nobkhana, Novkhana, Novxana, i Novkhany) jest wioską i gminą w rejonie Abşeron w Azerbejdżanie.

## Galeria

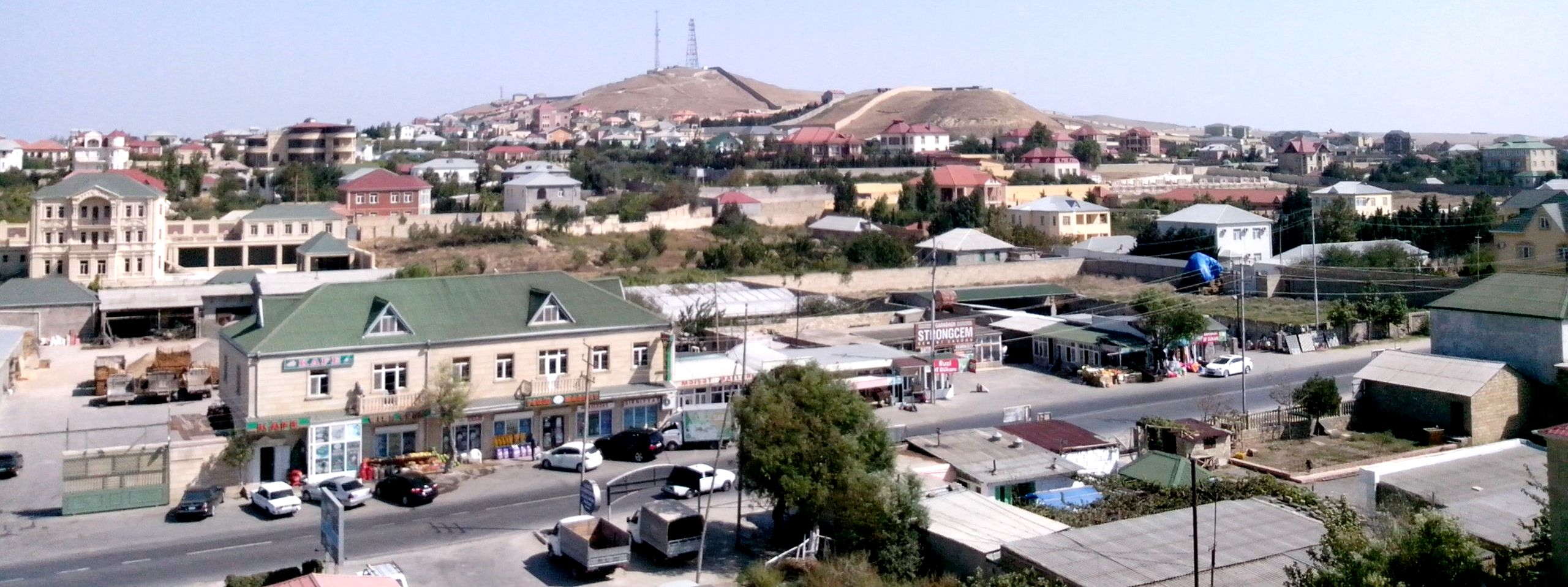
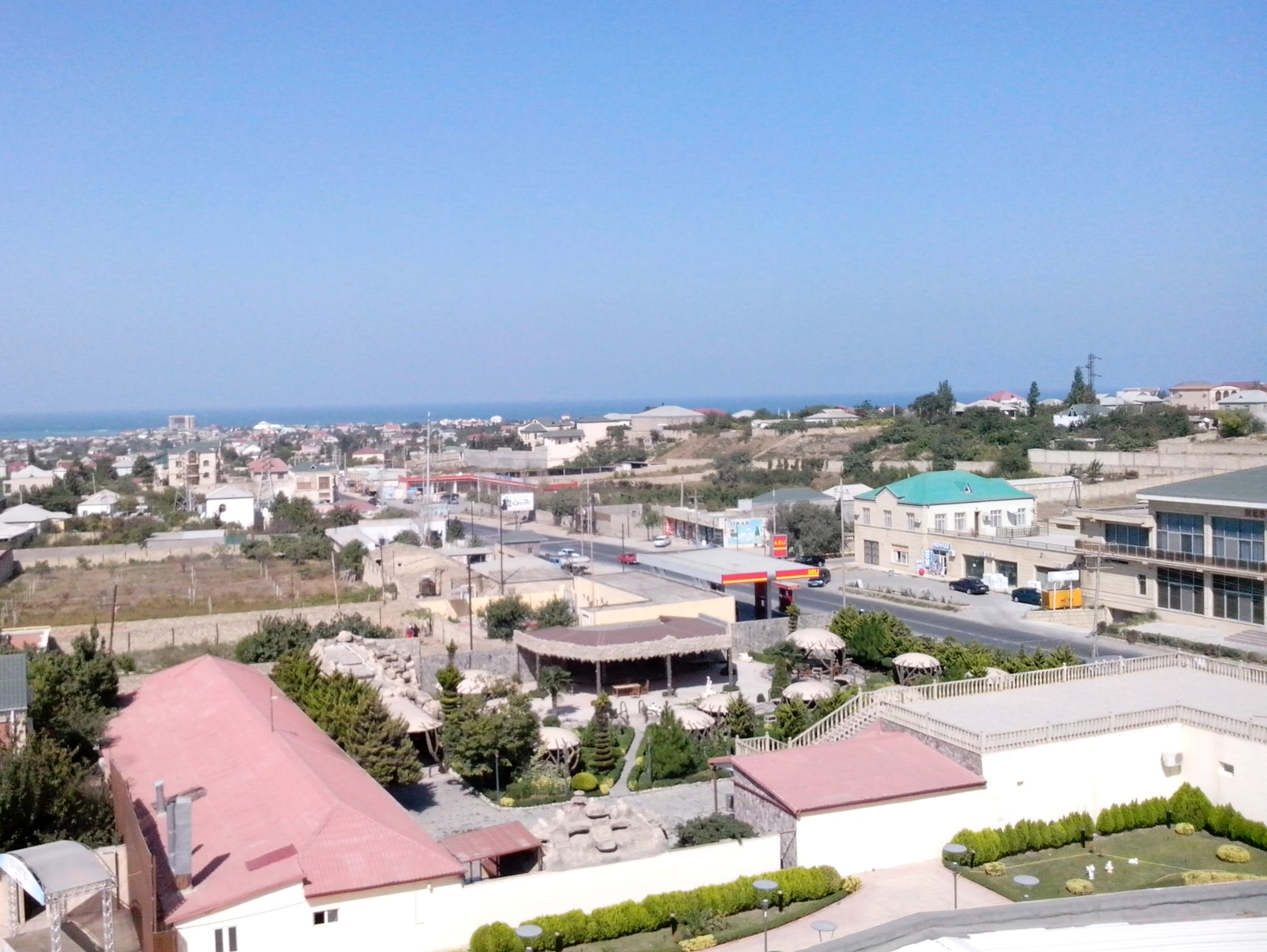